# Xicu
Cesc Valverde (Castellbisbal), conegut pel nom artístic de Xicu (estilitzat xicu), és un jove cantautor català i el bateria de les formacions musicals Ginestà i Ambauka. Debuta en solitari amb l'EP SOL (Satélite K, 2021), de quatre temes i homònim de la darrera de les cançons que el componen. El setembre de 2024 va estrenar el disc Sacrificis, que inclou col·laboracions amb Triquell, Socunbohemio, Ven'nus i Maria Hein.
El nom artístic Xicu és una variació ortogràfica de Xico, hipocorístic de Francesc propi del català oriental.
Tot i que ell és la cara visible de Xicu, en directe funcionen com una banda de 4 músics: Cesc Valverde, a més de cantar, toca la guitarra acústica junt amb l'Andrea Puig, en Gerard Sala els teclats, i l'Eloi Canyelles fa les segones veus i s'encarrega dels samplers.

## Discografia[5]

### Discs
- 2022: BLAU (Satélite K)
- Nadal Mix 2023 (Luup Records, 2023)[6]
- 2024: Sacrificis (Delirics)

### EP
- 2021: SOL (Satélite K)

### Senzills
- 2021: lluna fuig
- 2021: pedres
- 2021: cap amunt
- 2021: sol, conjuntament amb Júlia Serrasolsas
- 2021: no busco més (Live)
- 2021: JA HE PLORAT PROU
- 2022: F3R-N0S MAL